# Mastaba

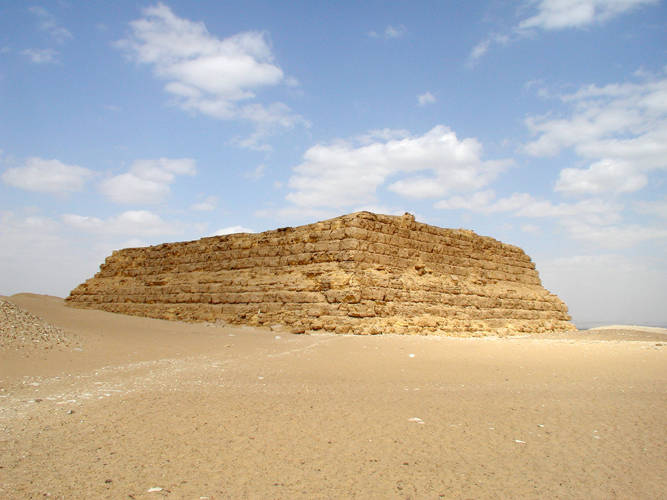
Mastaba al-Fir’aun của Shepseskaf

Mastaba (phiên âm: /ˈmæstəbə/, /ˈmɑːstɑːbɑː/, /mɑːˈstɑːbɑː/), là một loại mộ cổ của người Ai Cập cổ đại, có hình chóp cụt, được xây bằng loại gạch bùn lấy từ sông Nin. Những ngôi mộ kiểu này là nơi chôn cất của những nhân vật hoàng gia và các quý tộc từ thời kỳ Sơ triều đại đến thời kỳ Cổ Vương quốc.
"Mastaba" có nghĩa là "Ngôi nhà vĩnh hằng". Trong tiếng Ả Rập, nó còn nghĩa là "Băng ghế dài bằng đá", ám chỉ hình dáng của chúng.

## Lịch sử
Người Ai Cập cổ đại rất coi trọng những gì diễn ra ở thế giới bên kia của người chết. Điều này được phản ánh rất rõ trong kiến trúc Ai Cập, khi họ đã dành nhiều thời gian, tiền bạc và nguồn nhân lực chỉ để xây dựng nơi yên nghỉ cho mình.

Cấu trúc của một mastaba

Người Ai Cập tin rằng, các linh hồn chỉ có thể tồn tại nếu thể xác được bảo quản một cách nguyên vẹn và được cho ăn đầy đủ. Ban đầu người chết được chôn trong những hố cát đơn giản, kèm theo một số vật dụng dành cho người chết. Cấu trúc ngôi mộ đầu tiên được xây dựng chính là mastaba. Mastaba bảo vệ xác ướp khỏi những tên trộm mộ và những loài động vật. Tuy nhiên, cơ thể của người chết không được tiếp xúc với cát khô, vì vậy việc ướp xác tự nhiên không thể diễn ra. Chính vì lẽ đó mà người Ai Cập cổ đại đã nghĩ ra một phương thức ướp xác mới, và đã được sử dụng trong những vương triều sau.

## Cấu trúc

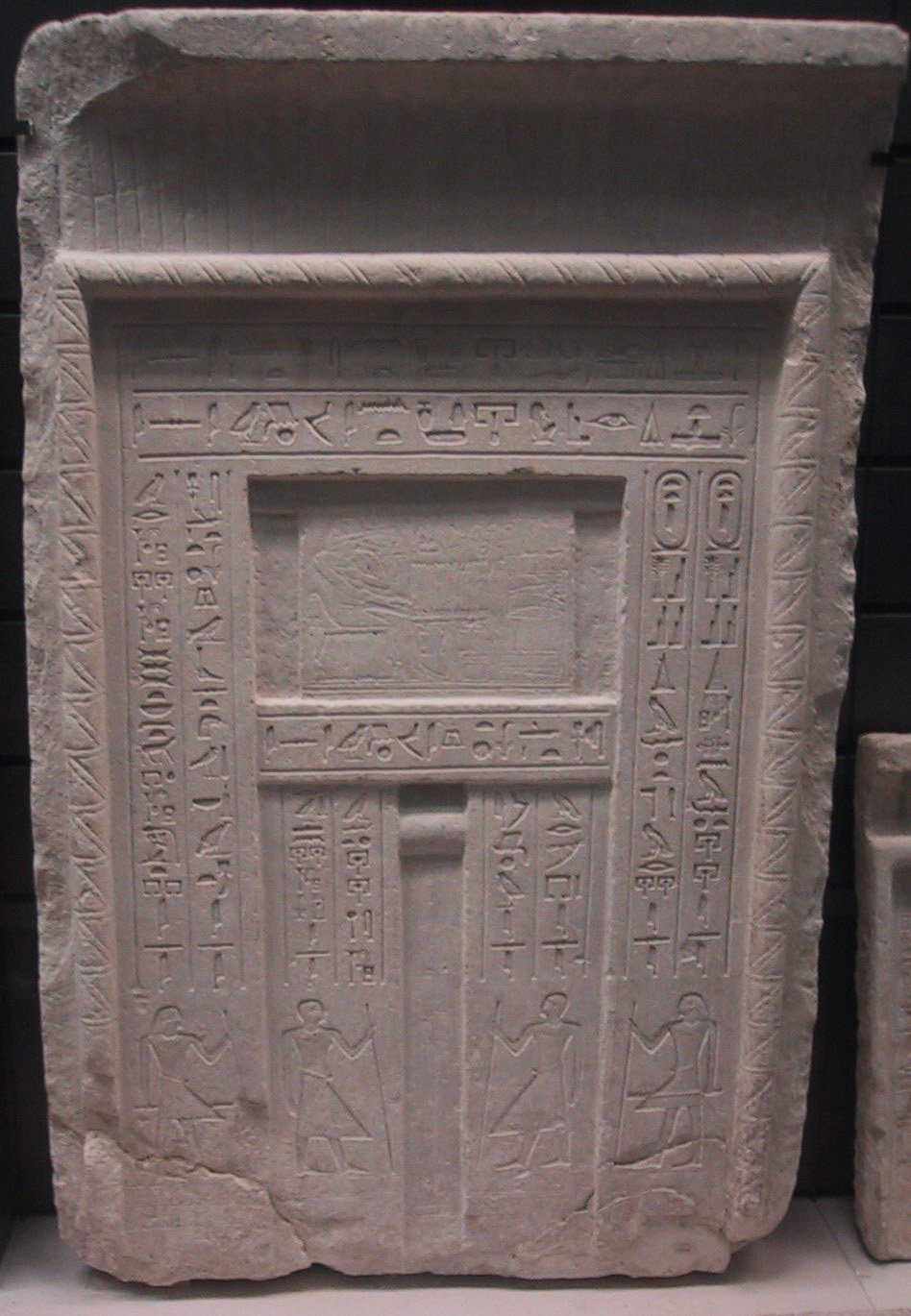
Cửa giả

Mastaba có hình chóp cụt, mái phẳng hình chữ nhật và dốc ở 4 mặt bên. Vật liệu xây dựng ban đầu là những viên gạch bùn đã được phơi khô, được khai thác từ sông Nin. Mặc dù sau đó đã được thay thế bằng đá, vật liệu rắn chắc hơn, nhưng những ngôi mộ vĩ đại lại được xây từ loại gạch bùn dễ tìm này. Các nhà sử học suy đoán rằng người Ai Cập có thể đã mượn ý tưởng thiết kế của vùng Lưỡng Hà vì hai vùng có những cấu trúc tương tự.
Mastaba thường có chiều dài gấp 4 lần chiều rộng, và đa số thường cao hơn 9 mét (tương đương 30 feet), được xây dựng theo hướng bắc-nam theo quan niệm của người Ai Cập. Cấu trúc trên mặt đất này có một không gian làm nơi thờ cúng, là nơi đặt một "cửa giả" - cánh cổng kết nối giữa dương trần và âm thế. Các tư tế và người thân thường mang thức ăn và các vật phẩm đến căn phòng này.
Bên trong, một căn phòng được đào sâu bên dưới lòng đất và được lát bằng gạch đá. Căn phòng này dẫn đến phòng chôn cất chính, là nơi cất giữ thi hài, được lót bằng gỗ. Một căn phòng thứ hai được gọi là serdab, (tiếng Ba Tư nghĩa là "hầm"), là nơi chứa những vật phẩm thiết yếu dành cho người chết ở thế giới bên kia, thường là bia, ngũ cốc, quần áo và trang sức. Một bức tượng của người chết thường được ẩn giấu trong căn phòng serdab, được xem là nơi trú ngụ của linh hồn ba. Trên tường nơi đặt tượng có khoét một lỗ nhỏ để linh hồn có thể "ngửi mùi hương hoa phẩm vật".

## Phát triển qua từng thời kỳ

Khu lăng mộ Giza

Mastaba là kiến trúc chuẩn cho các ngôi mộ thời kỳ đầu của vương quốc Ai Cập. Nghĩa trang hoàng gia lúc bấy giờ là Saqqara, nhìn ra kinh đô Memphis. Thời kỳ Vương triều thứ Nhất, một mastaba được xây bao gồm nhiều phòng, với phòng chính là nơi đặt quan tài, còn các phòng phụ là nơi chứa vật phẩm. Toàn bộ công trình được xây trên một vùng hố nông. Vương triều thứ 2 và 3 thì lại xây mastaba theo cấu trúc bậc thang, phòng mộ chính nằm sâu dưới lớp đất, được nối với một ống thông và cầu thang.
Ngay cả sau khi các pharaon bắt đầu chọn kim tự tháp làm cấu trúc lăng tẩm cho mình (Vương triều thứ 3), các quý tộc vẫn tiếp tục được chôn cất trong các ngôi mộ mastaba. Điều này được thể hiện rõ ràng qua khu lăng mộ Giza, nơi hàng trăm ngôi mộ mastaba nằm xung quanh các kim tự tháp.
Dưới thời kỳ Vương triều thứ 4, các ngôi mộ đá bắt đầu xuất hiện. Những ngôi mộ này được xây dựng trong những vách đá ở Thượng Ai Cập, nhằm ngăn chặn những tên trộm mộ. Những ngôi mộ mastaba lúc này được xây thêm nhiều phòng thờ và các trục thông gió. Qua thời kỳ Vương triều thứ 5, mastaba được xây thêm nhiều phòng nữa, bổ sung thêm các sảnh cột. Lúc này, phòng mộ chính được dời về phía nam của mastaba, nối với nhau bằng một hành lang dài, băng qua các sảnh.
Thời kỳ Trung vương quốc, mastaba vẫn còn được xây dựng, là những kết cấu vững chắc và chỉ được trang trí bên ngoài. Từ thời Tân vương quốc trở đi, mastaba trở nên hiếm hoi, phần lớn được thay thế bởi những kim tự tháp được xây trên phòng chôn cất.